# 국회 프락치 사건
국회 프락치 사건은 1949년 6월, 이른바 '남로당 프락치(공작원)'로 제헌국회에 침투, 첩보공작을 한 혐의로 김약수 의원이 체포된 사건을 말한다.

## 사건배경
당시 국회 부의장이던 김약수를 비롯하여 노일환, 이문원 등 진보적 소장파 의원들이 외국군(미국, 소련)의 완전철수, 남북정당, 사회단체 대표로 구성된 남북정치회의 개최를 주요내용으로 하는 '평화통일방안 7원칙'을 제시하자, 평화통일, 자주통일을 불온시하고 북진통일만을 주장했던 제1공화국 정부는 이들이 남로당 공작원과 접촉, 정국을 혼란시키려 했다는 혐의로 김약수 등 13명을 검거했다. 사건은 철저한 보안이 유지된 가운데 조사되었으며, 7개월 후인 11월 17일 첫 공판이 열린 이후 3개월간 심리가 계속되었다. 또한 이 사건은 체포된 의원들이 관여한 반민특위의 해체에도 영향을 미친다.
이들은 최고 10년부터 최하 3년까지의 실형을 선고받고 서대문형무소에 수감되었으나, 2심 계류중 한국전쟁이 일어나 서울을 점령한 조선인민군에 의해 모두 석방되었고 대부분 월북했다.

## 경위
- 1949년 3월경, 서울특별시 경찰국으로부터 국회의 동성회·일민두락부 등에 소속된 소장파 의원들의 동태가 심상치 않다는 보고를 받은 서울지검 장재갑 부장검사와 오제도 검사는 서울시경 최운하(崔雲霞)사찰과장을 중심으로 특별사찰반을 편성하여 내사를 개시하였다.
- 1949년 5월 20일, 검찰은 자수한 남로당원 전우겸의 진술을 받아 국회의원 이문원, 이구수, 최태규를 구속하였다. 혐의는 남로당과 연계하여 국회에서 프락치 활동을 했다는 혐의였다.
- 1949년 5월 21일, 국회는 임시국회를 소집하고 이들 의원에 대한 석방결의동의안을 상정하였으나 부결되었다.(184명 투표, 가 88, 부 95, 기권 1)
- 1949년 6월 10일, 월북을 시도한 남로당의 여성 특수공작원 정재한이 개성에서 검거되었다. 검·경의 수사 결과에 따르면, 정재한의 음부에서 발견된 암호로 엮어진 문서가 결정적인 증거로 제시되었다.
- 이를 계기로 6월 20일부터 다시 수사망을 통해, 6월 21일 국회의원 노일환, 김옥주, 강욱중, 박윤원, 황윤호, 김병회, 6월 25일 국회부의장 김약수, 8월 10일과 16일에 서용길, 신성균, 배중혁, 오택관을 구속하고, 8월 16일까지 국가보안법 위반으로 기소하였다.
- 첫 공판은 1949년 11월 17일에 열렸다. 그러나 노일환 등의 국회의원을 구속하게 된 유일한 증거가 된 여성 특수공작원 정재한은 피고인들과 변호인의 거듭된 요청에도 불구하고, 이유없이 법정에 나타나지 않았다[1]. 당시 미대사관 문정관으로 근무하던 핸더슨은 이 사건을 조사·방청한 결과 정재한은 존재하지 않는다는 결론을 내렸다고 한다[2].
- 1950년 2월 10일 14차 공판(구형공판)에서 서울지검(오제도·선우종원 검사)은 14명 전원에게 최고 징역 12년형에서 최하 2년형을 구형하였다. 1950년 3월 14일 15차 공판(선고공판)에서 서울지방법원(사광옥 판사 주심, 박용원·정인상 판사 배심)은 피고인 전원에게 유죄 판결을 선고하였다. 이문원·노일환 징역 10년, 김약수·박윤원 징역 8년, 김옥주·강욱중·황윤호·김병회 징역 6년, 오택관 징역 4년, 이구수·최태규·신성균·서용길·배중혁 징역 3년의 실형을 선고하였다.
- 이후 서울고등법원에 항소하여 심시를 진행하던 중, 한국전쟁이 발발하면서 대부분의 피고인들이 탈주하면서 사건이 종료되었다[3]. 서울을 점령한 인민군에 의해 석방되었다는 지적도 있다[4].
- 월북하지 않은 유일한 피고인인 서용길은 전쟁 후 무죄를 받기 위해 소송속개를 주장하였으나, "법원재난에 기인한 민·형사사건 임시조치법"(1950년 3월 22일 제정)에 따라 백지화된 사건에 더이상의 이의를 제기하지 못하였다..

## 1990년 이후 발굴된 자료에서 새로 밝혀진 사실
중앙일보 통일문화연구소가 1998년 입수한 '중앙고등군법회의 명령' (제164호 - 49.11.28, 제180호 - 49.12.1) 자료에서 '국회프락치사건' 을 촉발시킨 여자 공작원 정재한 (鄭載漢.당시 42세)은 실존 인물이 맞는 것으로 밝혀졌다. 그녀는 국회프락치사건 첫 공판이 열린 49년 11월 28일 국방경비대법 위반 (이적행위)으로 고등군법회의에서 사형을 선고받았는데 공판 사흘 뒤 (12.1) 육군총참모장 대리 신태영 (申泰英) 소장 명의의 사형집행 명령을 받고 그해 12월 6일 총살됐다.
이외에도 1997년 5월 26일자 북한 노동신문은 남파 공작원 성시백(成始伯, 1905~1950)의 공로를 보도했는데, 그 가운데에는 성시백이 남한 국회의원들을 배후에서 포섭했다는 것도 들어 있어 북한 스스로가 프락치 사건이 자신들이 한 공작임을 시인한 바도 있다.